# 事業所・企業統計調査
事業所・企業統計調査（じぎょうしょ・きぎょうとうけいちょうさ）は、2006年（平成18年）まで行われていた、日本の事業所（工場・事務所・商店など）の全数調査である。日本の事業所・企業の基本的な趨勢を把握する基礎的な調査であるとともに、事業所の標本調査を行う場合の対象抽出のための名簿を作成する役割もはたしてきた。
日本全国の事業所の全数調査をはじめて実施したのは、戦時中の1944年（昭和19年）に始まった年次勤労統計調査（内閣統計局）である(pp208-209)。これを引き継いだ第1回事業所統計調査が、戦後の1947年（昭和22年）に、連合国軍総司令部の指令により計画された(pp660,740)。この調査は、同年に成立した統計法（昭和22年法律18号）に基づいて指定統計第2号となり、同年10月、第6回臨時国勢調査と同時に実施された(p161)。第2回調査は翌1948年（昭和23年）に行われた。さらに第3回調査を1949年（昭和24年）に行う予定であったが、予算不足により延期となり、結局1951年（昭和26年）実施となった(p342)。それ以降1981年（昭和56年）までは、事業所統計調査は3年ごとに行われた。1976年（昭和51年）以降は、全数調査を行わない年にも、事業所名簿を最新の情報に更新するため、一部地域で名簿整理のための現状把握調査を行っている場合がある。1981年（昭和56年）以降は5年ごとに全数調査を行う体制となった。それらの中間年にも、民営事業所だけ対象の簡易調査を行ったり、名簿整理のための部分的調査を実施している。1996年（平成8年）から、企業経営の実態に関する調査事項を充実させたことにともない、事業所・企業統計調査と改称した。
事業所統計調査は7月1日を基準日として実施していることが多いが、これは必ずしも統一されておらず、5月、6月、10月、11月などに基準日を設定した年もある(p162)。
調査の計画と実施を担当したのは統計局である。統計局の所属変更にともない、組織名称が総理府統計局、総務庁統計局、総務省統計局と変遷しているが、実質的には同一の組織がずっと継続的に担ってきたと考えてよい。
事業所・企業統計調査は2006年（平成18年）調査をもって終了し、新設の経済センサス（2009-）に統合された。事業所・企業の標本抽出のための名簿としての役割は、事業所母集団データベース（ビジネスレジスター）が引き継いでいる。